# The Mitten
The Mitten (englisch für Der Fausthandschuh) ist ein unvereister Zeugenberg mit abgeflachtem Gipfel im ostantarktischen Viktorialand. Er ragt 5 km nordwestlich des Mount Armytage in den Prince Albert Mountains auf.
Die Südgruppe einer von 1962 bis 1963 durchgeführten Kampagne im Rahmen der New Zealand Geological Survey Antarctic Expedition benannte ihn deskriptiv nach seinem Erscheinungsbild.